# Yuberjén Martínez
Yuberjén Martínez (født 1. november 1991) er en columbiansk bokser, der vandt sølv i let-fluevægt ved sommer-OL 2016.
Under sommer-OL 2020 i Tokyo , som blev afholdt i 2021, blev han elimineret i kvartfinalen.